# Megapenthes luteipes
Megapenthes luteipes là một loài bọ cánh cứng trong họ Elateridae. Loài này được Hope miêu tả khoa học năm 1843.